# Corneel Seys
Corneel Seys (12 de febrer de 1912 - ?) fou un futbolista belga.

## Selecció de Bèlgica
Va formar part de l'equip belga a la Copa del Món de 1938. Fou jugador del Beerschot VAC entre 1930 i 1943.